# Емануел Шакич
Емануел Шакич (на английски: Emanuel Šakić) е австрийски футболист, играе на поста защитник и дефанзивен  Полузащитник.

## Кариера
Шакич е роден във Виена, Австрия, и е юноша на ДСВ Фортуна 05, като е част от клуба от 1999 до 2004 г. През 2004 г. преминава в школата на гранда Рапид Виена. През юли 2007 заиграва за втория тим на Рапид, където престоява до 2010 година.
Следващите няколко години играе за отборите на Флоридсдорф, Аустрия Лустенау и Алтах, преди да замине за Гърция, където на 3 януари 2018 г. Шакич се присъедини към клуба от гръцката Суперлига Атромитос, с договор за година и половина. На 9 декември 2018 г. той вкара първия си гол за клуба, откривайки резултата при категоричната домакинска победа с 4–2 срещу Арис.
Завръща се в Австрия като подписва с тима на Щурм Грац. През лятото на 2020 г. подписва договор с  гръцкия тим на Арис, със свободен трансфер.
На 9 септември 2023 преминава в ЦСКА София.